# Unitarismo

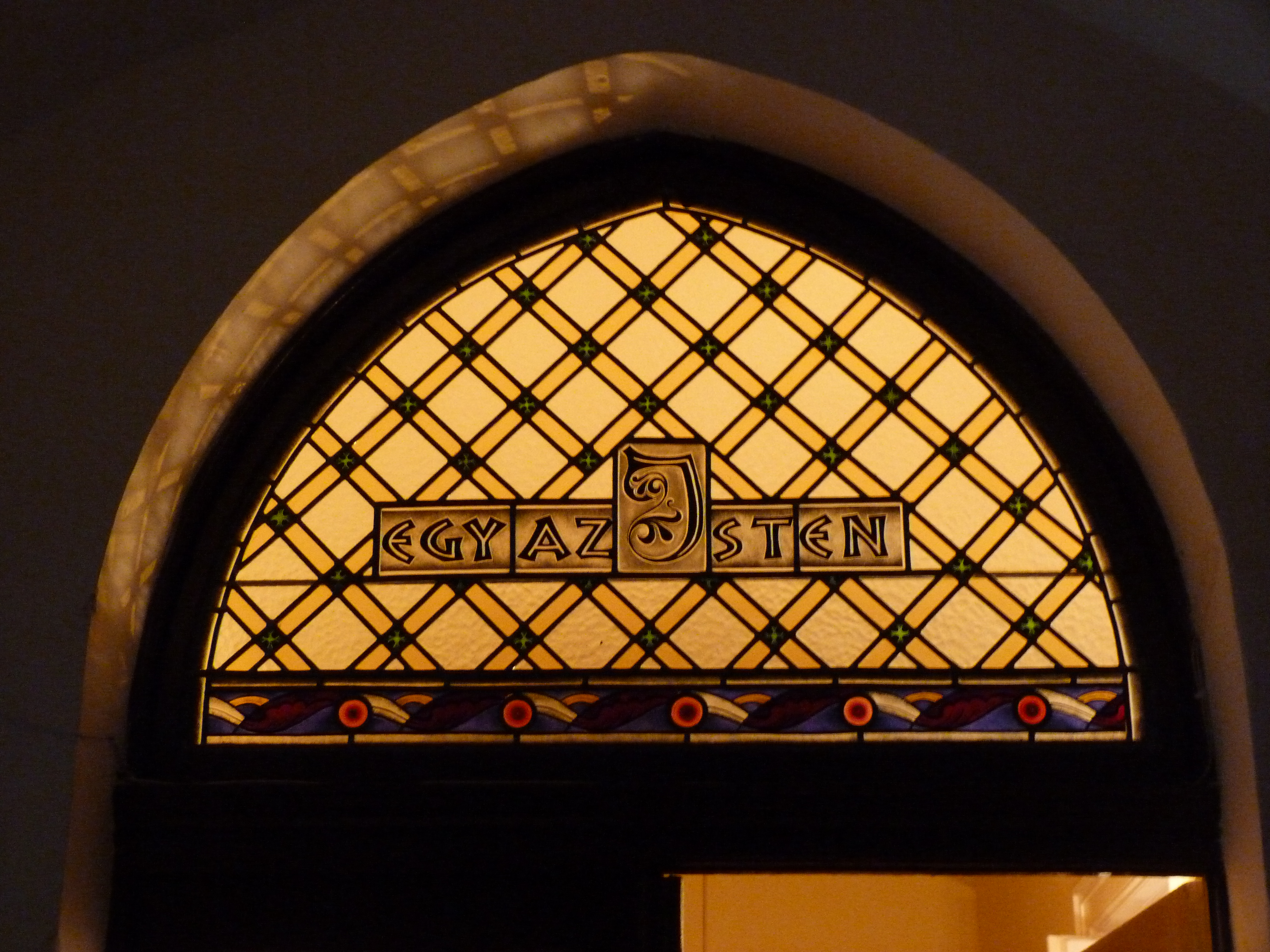
Vitral com a frase "Deus é Um" (Egy az Isten) em uma igreja unitária em Budapeste, Hungria.

O unitarismo (ou unitarianismo)  é uma corrente de pensamento teológico que afirma a unidade absoluta de Deus, rejeitando portanto a Trindade. Há dois ramos principais do unitarismo. O primeiro, constituído pelos unitários bíblicos que consideram a Bíblia como única regra de fé e prática, assemelhando as demais religiões cristãs protestantes, exceto, no que diz respeito à concepção unitária de Deus. Mais recentemente, surgiram os unitários universalistas nos Estados Unidos, que pregam a liberdade de cada ser humano para buscar a sua própria Verdade e a necessidade de cada um buscar o crescimento espiritual sem a necessidade de religiões, dogmas e doutrinas.
Os unitários não devem ser confundidos com os unicistas. Os primeiros entendem que Deus é um e único, o Pai de Jesus Cristo. Já os unicistas entendem que o Pai, o Filho e o Espírito são apenas manifestações diferentes do mesmo Deus.
Apesar de sua origem em igrejas cristãs, é geralmente identificado com as correntes de combate ao trinitarismo, teve diversas manifestações ao longo da História, com apoio por vezes parcial ou total com outros movimentos que compartilham seu comum desacordo com o dogma da Trindade, como o subordinacionismo, o arianismo, o serventismo ou o socianismo.
Desde o século XIX, uma ala do unitarismo contemporâneo, conhecido atualmente nos Estados Unidos como unitarismo universalista, deixou de impor credos ou de fazer provas de doutrina como critério de participação, enquanto a ala mais antiga, conhecido como unitarismo bíblico ou restauracionista procura seguir os preceitos cristãos conforme ensinados na Bíblia Sagrada.

## História

### Antecedentes: O debate cristológico dos primeiros séculos
Dado que a palavra e o conceito de Trindade, tal como se entende no sentido cristão, não constam no Novo Testamento, os unitários argumentam que o unitarismo teria seu início com o próprio Jesus, que, defendem, tinha consciência de ser simplesmente um homem enviado de Deus ao Mundo para transmitir Sua vontade, sem, todavia, ser divino, nem compartilhando da natureza do Pai. Ao longo dos três primeiros séculos do cristianismo aparecem diversos autores que afirmam a natureza "mais que humana" de Cristo e atribuem-lhe um caráter divino, ou semidivino, como filho de Deus. Os subordinacionistas afirmavam que o Filho estava subordinado ao Pai e submetido a sua vontade,enquanto que outros pensadores cristãos começavam a trabalhar com a ideia do caráter divino de Jesus Cristo e sua identificação com a Divindade. Em outro extremo se situavam os que identificavam totalmente o Pai ao Filho, entendendo que o Pai também havia sofrido e morto na cruz (patripassianismo) e que Pai, Filho e Espírito Santo, não eram mais que modalidades ou manifestações de uma única realidade divina (sabelianismo ou modalismo). O primeiro a utilizar a palavra "Trindade" foi Tertuliano.
Ao chegar o século IV e o Édito de Milão, todas estas discussões teológicas vieram definitivamente à tona e começou-se a defendê-las adversamente. Constituíram-se dois grandes grupos: os que afirmavam que o Filho havia sido criado por Deus no princípio, e que, portanto, não podia identificar-se com Ele, que se agruparam ao redor de Ário e de Eusébio de Nicomédia, e os que afirmavam que o Filho era consubstancial (homoousios) com o Pai, liderados pelo bispo Alexandre de Alexandria e especialmente por seu sucessor, Santo Atanásio. No Primeiro Concílio de Niceia (325) se aprovou oficialmente o dogma da Trindade e se condenou o arianismo como herético; uma decisão que, com os distintos caminhos dos anos seguintes, acabaria sendo confirmada pelo Primeiro Concílio de Constantinopla (381). Não obstante, o arianismo perduraria pelos reinos godos que ocuparam o Império Romano do Ocidente, em meados do século VI.

### Miguel Servet e as primeiras igrejas unitárias
Ao iniciar-se a Reforma Protestante no século XVI, numerosos intelectuais começaram a publicar seus próprios pontos de vista acerca da doutrina cristã, sem esperar o beneplácito de Roma, dentro do espírito protestante de livre exame da Bíblia. Um destes foi Miguel Servet, médico e teólogo espanhol. Em seus livros De Trinitatis Erroribus (1531), Dialogorum de Trinitate (1532) e Christianismi Restitutio (1553), questionou a base bíblica e racional da doutrina trinitária. Suas opiniões heterodoxas e sua liberdade de espírito, fizeram-no ser perseguido como herege pela Inquisição. Em Genebra foi preso pelos seguidores de Calvino e condenado a morrer na fogueira por negar a Trindade e condenar o batismo infantil (27 de outubro de 1553);
Servet influenciou vários de seus contemporâneos. O estudioso lituano Piotr de Goniadz admitiu a validade de seus argumentos e convenceu uma parte da nascente Igreja Calvinista da Polônia, que formou a chamada Igreja Reformada Menor, mais conhecida como Irmãos Poloneses sobre os postulados antitrinitários. De outra parte, o reformado liberal Sebastião Castellio reprovou duramente Calvino em  sua intolerância e seu fanatismo e proclamou a liberdade de consciência em assuntos de fé, um princípio que logo foi postulado pela tradição Unitária.
Alguns anos depois, o reformador humanista italiano Fausto Socino (1539-1604) desenvolveu sua própria obra teológica, marcada pelo antitrinitarismo e o uso da racionalidade. Para Sozzini, a religião evocava questões que estavam "além da razão" (contra rationem), pelo que os credos deviam concordar com a razão humana. Sozzini encontrou refúgio na Polônia, onde foi recebido pelos Irmãos Poloneses, onde nunca chegou a ser membro oficial do grupo, por negar-se a ser batizado de novo. Na cidade de Racóvia, próximo à Cracóvia, os Irmãos Poloneses desenvolveram um grande centro de estudos que atraiu numerosos eruditos e intelectuais de diferentes países.

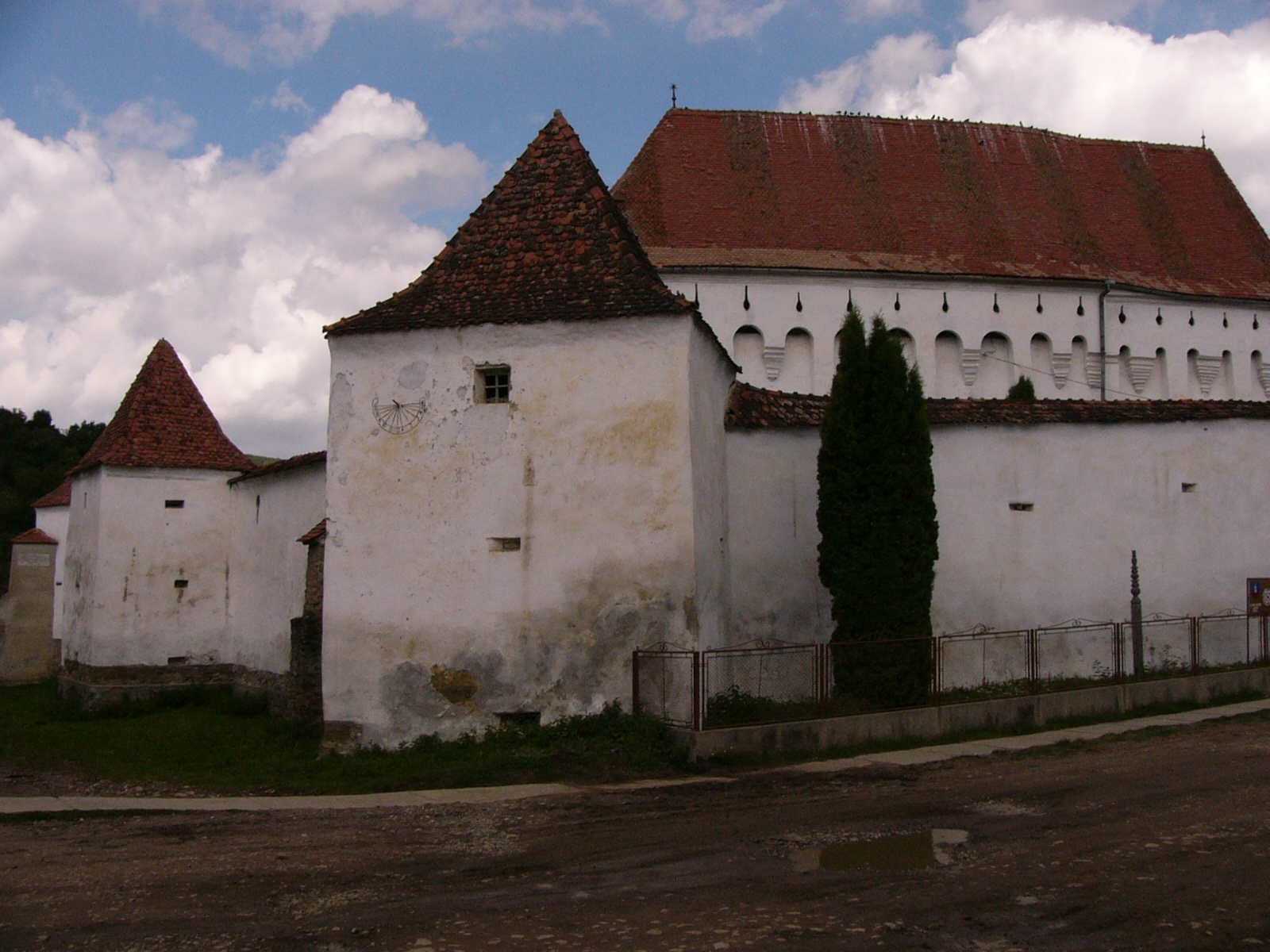
Igreja fortificada de Dârjiu, na Transilvânia, da Igreja Unitária da Transilvânia. Esta é a única igreja fortificada unitarista que está na Lista do Patrimônio Mundial da UNESCO

Em 1605, um ano depois da morte de Sozzini, os sozzinianos da Igreja Menor publicaram o catecismo racoviano, resumo das doutrinas de seus mestre e que teve uma grande influência nos anos posteriores na Alemanha, nos Países Baixos e na Inglaterra. A Igreja Reformada Menor desapareceu em 1640 pela crescente intolerância na Polônia em decorrência do início da Contrarreforma.
Entretanto, o reformado húngaro Ferenc Dávid havia abandonado o calvinismo para pregar o cristianismo unitário na Transilvânia (região que atualmente se encontra na Romênia), influenciado pelo médico italiano Giorgio Blandrata, seguidor das ideias de Servet. O rei João Sigmundo da Transilvânia aceitou o unitarismo e ditou o primeiro édito de tolerância religiosa da história moderna da Europa, em 1568, para permitir a livre prática religiosa em seu país, incluindo o catolicismo. Este status especial perdurou com dificuldade, por conta da invasão da Transilvânia pela Áustria no século XVIII e o domínio mais ou menos efetivo do Império Austro-Húngaro e, posteriormente da Itália fascista, após a Primeira Guerra Mundial, hoje existe entre os magiares as Igreja Unitária Húngara e Igreja Unitária da Transilvânia na Romênia.

### O unitarismo na Inglaterra e nos Estados Unidos

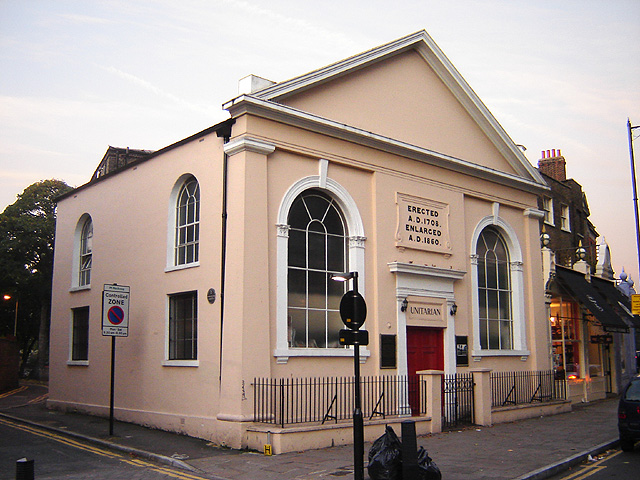
Igreja Unitária Newington Green em Londres, Inglaterra. Construída em 1708, esta é a igreja não-conformista mais antiga de Londres ainda em uso.

Na Inglaterra, o impulso religioso radical da Reforma permaneceu entre os Dissenters, nome que englobava as igrejas livres opostas à hegemonia da Igreja Anglicana. O pensador John Biddle foi muito influenciado pelo socinianismo, e a filosofia de John Locke conjuntamente com os racionistas do iluminismo ganharam muitos adeptos, tanto entre o clero anglicano quanto entre pensadores e cientistas ingleses da época. Por fim, o pastor anglicano Theophilus Lidsey fundou a primeira igreja unitária inglesa em Londres, com Joseph Priestley, cientista (descobriu o Oxigênio e outros gases) e político (apoiava abertamente a Revolução Francesa, o que lhe acarretou numerosas antipatias ao ponto de ter que emigrar para a América, após terem incendiado sua casa). Posteriormente, Priestley ajudou a fundar a primeira igreja unitária da Filadélfia, EUA, em 1796.
Entre os protestantes puritanos que haviam emigrado às colônias da América do Norte, se produziu uma evolução similar à ocorrida na Inglaterra. Os pastores puritanos se cindiram em dois grupos, um conservador e evangélico, de convicções calvinistas, e outros liberal, racionalista e de ideias arminianas e arianas. No princípio do século XIX, os pastores liberais das igrejas da Nova Inglaterra reconheciam como seu líder a William Ellery Channing de Boston, cidade que se converteu no núcleo do Unitarismo norte-americano, até o ponto que se dizia que a fé dos unitários se baseava na unidade de Deus, na humanidade de Jesus e na vizinhança de Boston.
Por toda Gales e no Reino Unido em meados do século XVI existiam igrejas sabatistas consideradas Igrejas "não conformes" que eram unitárias, a enciclopédia Chambres diz da Church of God Millyard uma igreja que se aferrava na observância do sábado e eram igualmente unitária.
Os cristãos unitários dos países anglo-saxões, que eram de orientação principalmente ariana, acabaram negando não só ao dogma da Trindade, como afirmando que Jesus Cristo não fosse nada mais que um homem, ainda que vendo nele ao profeta que havia sido eleito por Deus para transmitir sua revelação aos homens, como provavam seus numerosos milagres. Os milagres de Jesus eram, pois, a demonstração empírica de sua eleição divina como Salvador. Os unitários rejeitavam as manifestações espiritualistas ou emocionais de fervor religioso do Grande Avivamento que estava produzindo-se nas igrejas ortodoxas do puritanismo anglo-saxão. Muitos deístas, como Thomas Jefferson, se manifestaram favoráveis à doutrina.

#### R.W. Emerson e o transcendentalismo
Em 15 de julho de 1838, Ralph Waldo Emerson, que havia sido ministro Unitário em Boston, pronunciou um discurso (The Divinity School Address) na Universidade de Harvard com resultado decisivo para a história do unitarismo norte-americano. Influenciado pelo romantismo alemão e pelo hinduísmo, Emerson propôs uma via intuitiva a Deus, baseada na capacidade inata da consciência individual, sem a necessidade de milagre, hierarquias religiosas ou mediações. Esta filosofia espiritual recebeu o nome de transcendentalismo. Apesar da ideologia liberal de Harvard, o incidente foi considerado um escândalo, mas, muitos pastores e teólogo unitários, particularmente os mais jovens, descobriram na via transcendentalista de Emerson uma forma de superar a rigidez intelectual imperante no unitarismo e desenvolver uma fé individualista e renovadora, além dos limites da revelação bíblica. Theodore Parker foi o grande renovador do unitarismo norte-americano, seguindo as linhas definidas por Emerson. O principal defensor do unitarismo tradicional de base bíblica foi Andrews Norton. A divisão entre transcendentalista e unitários bíblicos se manteve até finais do século XIX.

#### O unitarismo universalista
Em 1933, divulgou-se nos Estados Unidos um documento chamado Manifesto Humanista, subscrito por um grande número de cientistas e intelectuais, entre esses vários líderes unitários, que significou o início de uma nova maneira de entender a religião do tipo naturalista em que conceitos como "Deus" ou "vida depois da morte biológica" deixavam de ser centrais. Segundo os humanistas, a religião devia deixar de especular sobre realidades metafísicas e concentrar-se exclusivamente na transformação do mundo e no aperfeiçoamento moral do ser humano. O humanismo teve um impacto notável nas Igrejas Unitárias do âmbito anglo-saxão, chegando inclusiva a tornar-se a corrente majoritária do unitarismo norte-americano. Todavia, o unitarismo cristão de base bíblica e o panteísmo transcendentalista mantiveram-se coexistindo com a nova doutrina. Assim, desde meados do século XX, o unitarismo norte-americano foi deixando de ser uma igreja exclusivamente cristã e protestante para converter-se progressivamente em uma igreja liberal sem credo e cada vez mais multiconfessional, o que alguns atualmente chamam de unitarismo universalista. Recentemente, esta tendência se incrementou com a existência nas Igrejas Unitárias anglo-saxãs de pessoas que, além de unitárias, definem-se também como judeus, budistas, neopagãos ou de outras religiões.
Os unitários norte-americanos de fundiram com a Igreja Universalista da América para fundar em 1961 a Associação Unitária Universalista, cuja sede central encontra-se em Boston.

### Unitarismo contemporâneo

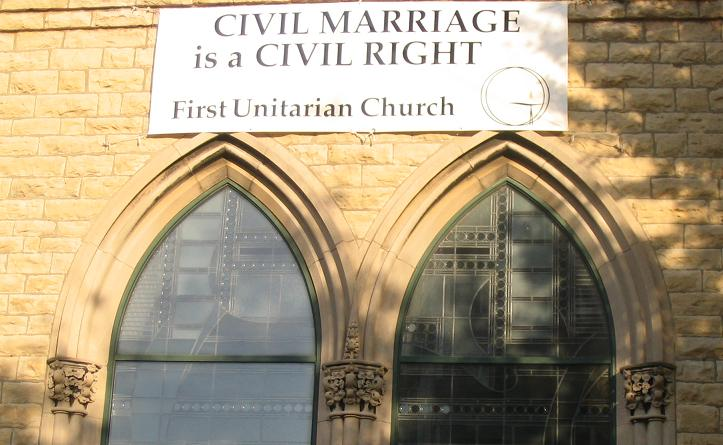
Igreja unitário-universalista em Louisville, Kentucky nos Estados Unidos

Em 1995, constituiu-se o Conselho Internacional de Unitários e Universalistas (ICUU) para coordenar as diversas igrejas e associações unitárias e universalistas no mundo. Atualmente, calcula-se que existem cerca de 800 000 unitários em 25 países do mundo, principalmente nos Estados Unidos, Romênia, Hungria, Canadá, Grã-Bretanha e Irlanda (Igreja Presbiteriana Não Subescrevente da Irlanda) e minoritariamente em outros países.
Dentro das comunidades unitário-universalistas há unitários cristãos, universalistas trinitários e pessoas de outras convicções religiosas. Também existe grupos unitários cristãos que não são ligados à Associação Unitária-Universalista e suas congêneres nacionais.
O modelo de organização das congregações unitárias é democrático e participativo, tendo como base a autonomia de cada grupo local. Os membros da congregação se reúnem periodicamente em assembleia para discutir os assuntos da comunidade e eleger os cargos eletivos. Esta forma de organização deriva de suas origens protestantes.
As associações nacionais estão baseadas na união federal das congregações locais. Os dignitários nacionais são eleitos por procedimentos democráticos pelos delegados das congregações e são renovados periodicamente. O presidente da associação nacional de congregações (que em Transilvânia e Hungria tem hierarquia de bispo) não tem autoridade doutrinária e costuma ser mais bem uma figura representativa que atua como porta-voz da Igreja perante a sociedade e os meios de comunicação.
Algumas Igreja Unitárias têm clero e outras não, conforme a tradição histórica de cada país. Nos países onde há ministros cada congregação é livre para decidir se quer uma gestão totalmente laica ou se deseja ter um ministro, durante quanto tempo e quando decide substituí-lo por outro. Podem ser ministros tanto homens como mulheres sem importar seu sexo, estado civil nem orientação sexual. O trabalho de um ministro se centra em dirigir os serviços religiosos e as cerimônias públicas, prestar assistência pastoral aos membros da congregação que solicitem sua ajuda e conselho, e periodicamente deve prestar contas de sua gestão ao comitê diretivo da congregação.

### Outros não trinitários contemporâneos
Outras igrejas cristãs, também têm uma teologia antitrinitária, sem conexão atual com o unitarismo histórico, mas que de alguma forma são frutos daqueles. Entre essas se destacam as Testemunhas de Jeová, a Mensagem de William Branham, Igreja de Deus do Sétimo Dia e os cristadelfianos. Já os unitaristas bíblicos não são propriamente igrejas, mas grupos de pessoas, que independentemente de igrejas, professam fé unitária e buscam reconstruir o caminho histórico do unitarismo. Essas igrejas e grupos combinam a recusa da doutrina da Trindade (com distintas variantes), com uma interpretação rigorista e, em certos casos, fundamentalista dos textos bíblicos, o que as distingue muito claramente das igrejas unitárias universalistas, que sempre têm se inclinado ao extremado liberalismo teológico. Outros grupos liberais de inspiração cristã, como a Igreja da Unidade e outras correntes do Novo Pensamento também mostram uma inclinação às ideias unitaristas. O espiritismo kardecista, religião cristã, também nega o dogma da trindade.[carece de fontes?]

## Rituais e celebrações das igrejas unitárias universalistas
As igrejas unitárias têm sua origem na reforma protestante, pelo que muitas de suas tradições e celebrações refletem este legado cultural. Sem embargo, uma das características principais desta tradição religiosa é sua enorme variedade e sua tendência a experiências e inovações.

### Serviços de culto
Os serviços de culto normais ocorrem tradicionalmente no domingo de manhã. Habitualmente são encontros semanais ainda que os grupos menores possam optar por reunirem-se quinzenalmente ou mensalmente. É o momento em que toda a congregação se reúne para celebrar sua fé em comunidade.
Os serviços costumam iniciar com uma peça musical enquanto os assistentes tomam assento e centram seus pensamentos no ato que vão compartilhar. Desde os anos 1960 do século XX é cada vez mais frequente que o ministro ou um membro da congregação acenda uma chama num cálice ou taça enquanto recita umas palavras relativas à fé que compartilham todos os assistentes (que são geralmente distintos em cada sessão, sem seguir nenhuma norma fixa). O cálice aceso se converteu no símbolo de identificação compartilhado pela maioria dos grupos Unitários de todo o mundo e costuma ser utilizado também como logótipo em suas páginas Web e em suas publicações.
Após a leitura das comunicações das distintas comissões, grupos de discussão e meditação, ou outras atividades de estudo, fraternidade e recreação vinculadas à vida cotidiana da congregação, o serviço de culto continua com a leitura de textos religiosos ou filosóficos. Também costuma haver cânticos (geralmente da tradição cristã protestante, ainda que cada vez se publiquem mais hinos exclusivamente unitaristas). Também se costuma realizar atos para os mais pequenos, que em seguida são conduzidos por seus monitores às salas de aula onde se dá formação religiosa para crianças e jovens.
O núcleo da celebração é, habitualmente, o sermão ou exposição oral do ministro ou do líder laico que dirige o serviço religioso. Ocasionalmente, principalmente se a congregação é pouco numerosa, se abre um espaço para o debate entre os assistentes sobre as ideias apresentadas pelo ministro em seu sermão.

### Ritos e cerimônias
Nas igrejas unitárias celebram-se habitualmente cerimônias de dar nome ou bênção às crianças (não se pode falar propriamente de batismo), bodas e funerais. Estes atos não são restritos aos membros da congregação, podendo ser solicitados, também, por outras pessoas. Em sociedades multi-culturais como os Estados Unidos e o Canadá, são muitos os casais de duas tradições religiosas distintas que decidem casar-se em uma igreja Unitária devido ao seu caráter ecumênico e pluralista. As igrejas unitárias celebram, também, regularmente e com normalidade, uniões matrimoniais entre pessoas do mesmo sexo.

### Celebrações experimentais
As congregações unitárias mais inovadoras são propensas a organizar em certas ocasiões celebrações pouco ortodoxas, nas quais se pode utilizar teatro, dança e outras expressões artísticas em substituição ao sermão habitual.
As igrejas unitárias desenvolveram, também, rituais originais próprios, como a Comunhão das Flores, criada pelo pastor Norbert Čapek, da República Tcheca. Essas novidades nas celebrações são sinal da progressiva diferença entre as igrejas Unitárias, com relação aos ofícios religiosos, e outras confissões de origem protestante.
Também é relativamente frequente a celebração de festividades específicas de outras religiões, como a Hanukkah judaica, cerimônias budistas, Shinto, etc. Nos Estados Unidos se percebe, também, uma influência crescente do neopaganismo e das religiões nativas americanas. Essa pluralidade se percebe de forma ambivalente, em ocasiões, como riqueza na diversidade e, em outras ocasiões, como desvirtuação das essências do unitarismo. Assim, apareceram recentemente grupos que discordam do excesso de pluralismo e sincretismo que percebem no unitarismo moderno, geralmente reivindicando um regresso às suas raízes cristãs. Um exemplo é a Conferência Unitária Americana (AUC).